# Воторантин
Воторантин (порт. Votorantim) — муниципалитет в Бразилии, входит в штат Сан-Паулу. Составная часть мезорегиона Макрорегион агломерации Сан-Паулу. Входит в экономико-статистический микрорегион Сорокаба. Население составляет 107 157 человек на 2006 год. Занимает площадь 183,998 км². Плотность населения — 582,4 чел./км².
Праздник города — 8 декабря.

## История
Город основан 1 декабря 1963 года.

## Статистика
- Валовой внутренний продукт на 2003 составляет 738.420.214,00 реалов (данные: Бразильский институт географии и статистики).
- Валовой внутренний продукт на душу населения на 2003 составляет 7.238,99 реалов (данные: Бразильский институт географии и статистики).
- Индекс развития человеческого потенциала на 2000 составляет 0,814 (данные: Программа развития ООН).

## География
Климат местности: субтропический.